# Luke Allen-Gale
Luke Allen-Gale, né le 6 novembre 1984, est un acteur anglais.

## Filmographie
- 2019 : Doom: Annihilation de Tony Giglio
- 2014-2015 : Dominion - William Whele
- 2013 : The Borgias (Saison 3 - Épisodes 7, 8 et 9) - Fredirigo
- 2012 : Meurtres au paradis (Saison 1, Épisode 2) - Adam Fairs
- 2011 - 2012 : Monroe - Daniel Springer
- 2011 : Inspecteur Barnaby (Saison 14, Épisode 1) - Dave Doggy Day
- 2011 : Le Serment (mini-série) - Jackie Clough
- 2011 : Captain America: First Avenger de Joe Johnston - Soldat perturbateur
- 2008 : Les Enquêtes de l'inspecteur Wallander (Saison 1, Épisode 2) - Robert Modin